# Limacina trochiformis
Limacina trochiformis is een slakkensoort uit de familie van de Limacinidae. De wetenschappelijke naam van de soort is voor het eerst geldig gepubliceerd in 1834 door d'Orbigny.